# Deutsche Fechtmeisterschaften 1985
Bei den Deutschen Fechtmeisterschaften 1985 wurden Einzel- und Mannschaftswettbewerbe in den Disziplinen Herrendegen, Herrensäbel und Herrenflorett ausgetragen. Bei den Damen wurde nur Florett gefochten. Die Meisterschaften wurden vom Deutschen Fechter-Bund organisiert.

## Herren

### Florett (Einzel)
| Platz | Sportler           | Verein                |
| ----- | ------------------ | --------------------- |
| 1     | Matthias Behr      | FC Tauberbischofsheim |
| 2     | Klaus Reichert     | OFC Bonn              |
| 3     | Thomas Theuerkauff | OFC Bonn              |

### Florett (Mannschaft)
| Platz | Verein                  | Sportler                                                          |
| ----- | ----------------------- | ----------------------------------------------------------------- |
| 1     | FC Tauberbischofsheim   | Harald Hein Mathias Gey Matthias Behr Frank Beck Thorsten Weidner |
| 2     | OFC Bonn                |                                                                   |
| 3     | Königsbacher SC Koblenz |                                                                   |

### Degen (Einzel)
| Platz | Sportler        | Verein                  |
| ----- | --------------- | ----------------------- |
| 1     | Achim Bellmann  | TSV Bayer 04 Leverkusen |
| 2     | Arnd Schmitt    | FC Tauberbischofsheim   |
| 3     | Alexander Pusch | FC Tauberbischofsheim   |

### Degen (Mannschaft)
| Platz | Verein                | Sportler                                                                  |
| ----- | --------------------- | ------------------------------------------------------------------------- |
| 1     | FC Tauberbischofsheim | Alexander Pusch Elmar Borrmann Volker Fischer Arnd Schmitt Michael Gerull |
| 2     | OFC Bonn              |                                                                           |
| 3     | Heidenheimer SB       |                                                                           |

### Säbel (Einzel)
| Platz | Sportler         | Verein                |
| ----- | ---------------- | --------------------- |
| 1     | Jürgen Nolte     | VfL Sankt Augustin    |
| 2     | Ulrich Eifler    | OFC Bonn              |
| 3     | Dieter Schneider | FC Tauberbischofsheim |

### Säbel (Mannschaft)
| Platz | Verein                | Sportler                                                                               |
| ----- | --------------------- | -------------------------------------------------------------------------------------- |
| 1     | VfL Sankt Augustin    | Jürgen Nolte Gerold Boch Roland Redelin Imri Dobos Claus-Dieter Stotzem Markus Dreiner |
| 2     | OFC Bonn              |                                                                                        |
| 3     | FC Tauberbischofsheim |                                                                                        |

## Damen

### Florett (Einzel)
| Platz | Sportler         | Verein                |
| ----- | ---------------- | --------------------- |
| 1     | Christiane Weber | Fechtclub Offenbach   |
| 2     | Cornelia Hanisch | Fechtclub Offenbach   |
| 3     | Susanne Lang     | FC Tauberbischofsheim |

### Florett (Mannschaft)
| Platz | Verein                | Sportler                                                           |
| ----- | --------------------- | ------------------------------------------------------------------ |
| 1     | Fechtclub Offenbach   | Cornelia Hanisch Christiane Weber Preusker Eva-Maria Ittner Koksch |
| 2     | FC Tauberbischofsheim |                                                                    |
| 3     | Heidenheimer SB       |                                                                    |